# Ivan Lee
Ivan James Lee (Brooklyn, 31 marzo 1981) è uno schermidore statunitense.

## Palmarès
In carriera ha conseguito i seguenti risultati:
- Giochi Panamericani

Santo Domingo 2003: oro nella sciabola individuale ed a squadre.
- Mondiali juniores